# Lipsko
Lipsko è un comune urbano-rurale polacco del distretto di Lipsko, nel voivodato della Masovia.
Ricopre una superficie di 135,21 km² e nel 2004 contava 11 647 abitanti.